# Thomas Sankara
Thomas Isidore Noël Sankara (21 de dezembro de 1949 – 15 de outubro de 1987) foi um oficial militar burquinês, revolucionário marxista e pan-africanista que serviu como Presidente de Burkina Faso a partir de 1983, após assumir o poder em um golpe, até o seu assassinato em 1987.
Após ser nomeado Primeiro-Ministro em 1983, disputas com o governo vigente resultaram na eventual prisão de Sankara. Enquanto ele estava em prisão domiciliar, um grupo de revolucionários tomou o poder em seu nome por meio de um golpe amplamente apoiado pela população ainda naquele ano.
Aos 33 anos de idade, Sankara tornou-se Presidente da República do Alto Volta e lançou uma série sem precedentes de reformas sociais, ecológicas e econômicas. Em 1984, Sankara supervisionou a renomeação do país para Burkina Faso ('terra das pessoas íntegras') e escreveu pessoalmente o hino nacional. Sua política externa era centrada no anti-imperialismo, e ele rejeitou empréstimos e capitais de organizações como o Fundo Monetário Internacional. No entanto, aceitou certa ajuda externa com o objetivo de impulsionar a economia interna, diversificar as fontes de assistência e tornar Burkina Faso autossuficiente.
Ele também enunciou os objetivos da "revolução democrática e popular" com as tarefas de erradicar a corrupção, a luta contra a degradação ambiental, o empoderamento das mulheres, e aumentar o acesso à educação e cuidados de saúde, com o objetivo maior de eliminar resquícios da dominação colonial francesa. Durante o curso de sua presidência, Sankara implementou com sucesso programas que muito reduziram a mortalidade infantil, aumentaram as taxas de alfabetização e frequência escolar, aumentaram o número de mulheres que ocupam cargos governamentais. Seu governo tentou abolir também os privilégios tribais e baniu as mutilações genitais, os casamentos forçados e a poligamia. Além disso, foi bem sucedido em promover campanhas contraceptivas e vacinações infantis. Na frente ambiental, somente no primeiro ano de sua presidência, 10 milhões de árvores foram plantadas, em um esforço para combater a desertificação. No primeiro aniversário da revolução que o havia levado ao poder, ele mudou a bandeira, o hino e o nome de República do Alto Volta para Burquina Fasso, o que significa aproximadamente "terra de pessoas honestas (ou íntegras)" em mossi e diúla, duas línguas originárias mais faladas do país. Ao longo de seus quatro anos no poder, Sankara pregou autossuficiência econômica de Burquina Fasso.
Apesar dos grandes avanços que foram feitos, havia forte oposição interna, em parte por causa dos problemas econômicos do pais e, em parte, porque a política externa independente e as políticas sociais progressistas do governo desagradavam aos setores mais conservadores do país e também de países vizinhos, especialmente Costa do Marfim e Togo, além da França e dos Estados Unidos. A administração foi perdendo apoio popular e cresceram conflitos internos dentro do governo, até que, em 15 de outubro de 1987, Thomas Sankara foi assassinado, no quadro de um golpe de Estado liderado pelo aliado Blaise Compaoré e dois outros ex-colaboradores. Testemunhas liberianas responsabilizam também os serviços secretos franceses e a CIA pelo golpe e pelo assassinato de Sankara.

## Biografia

### Infância
Nascido em Yako, então Alto Volta, Thomas Isidore Noël Sankara era o terceiro de doze filhos da mossi Marguerite Sankara e do fula Sambo Joseph Sankara. O casamento entre membros desses grupos resultou na etnia Silmi-Mossi, que se situava em uma posição desfavorável dentro do sistema de castas mossi.
Thomas  Sankara fez seus estudos primários em Gaua. Na escola, conviveu com filhos de colonos franceses e descobriu a injustiça. Foi coroinha, mas recusou-se a entrar para o seminário. Embora o desejo dos pais fosse que o filho se tornasse padre católico, Thomas Sankara decidiu ingressar na carreira militar. Ganhou uma bolsa de estudos e se mudou para Bobo-Diulasso, em 1966, para realizar estudos secundários que seriam a base para sua futura carreira.

### Carreira militar
Sankara iniciou sua carreira militar aos 19 anos, em 1969. Foi na academia militar de Kadiogo que ele se abriu à política, por intermédio de um professor marxista, militante do Partido Africano da Independência (PAI). Um ano depois, ele foi enviado para treinamento na escola militar interafricana de Anstirabé, em Madagascar, onde estudou sociologia, ciência  política, economia política, ciências agrícolas e francês. Naquele país, o jovem Sankara testemunhou o levante popular de estudantes e trabalhadores que, com base na ideia de uma "revolução democrática e popular", derrubou o regime neocolonialista de Philibert Tsiranana. Antes de retornar à então República do Alto Volta, em 1972, Sankara estagiou numa academia de paraquedistas, na cidade francesa de Pau, onde foi ainda mais exposto a ideologias políticas de esquerda, que teriam profunda influência sobre ele pelo resto de sua vida.
Em 1974, tornou-se conhecido nacionalmente por sua atuação heroica na guerra de fronteira com o Mali. Durante os combates, ele, um jovem tenente, com apenas onze homens quase sem munição, conseguiu romper uma guarnição inimiga, na fronteira com o Mali. Foi praticamente o único militar do Alto Volta que saiu com glórias desta guerra. Anos mais tarde, o próprio Sankara condenaria a guerra como algo inútil e injusto.
Dois anos depois do conflito,  comandou uma unidade isolada na cidade de Pô, onde, além de chefe,  era  guitarrista e líder de uma banda composta por soldados e cabos chamada "Jazz Tout-à-Coup". Foi dele também a ideia de usar seus subordinados em tarefas agrícolas, ajudando camponeses pobres da região que passavam fome, após quatro anos de seca. Os movimentos populares organizados por Sankara lhe valeram muita popularidade.
No mesmo ano, ele conheceu Blaise Compaoré, no Marrocos. Durante a presidência do coronel Saye Zerbo, um grupo de jovens oficiais formou uma organização secreta chamada Agrupamento de Oficiais Comunistas (Regroupement des officiers communistes, ou ROC), cujos membros mais proeminentes foram Henri Zongo, Jean-Baptiste Boukary Lingani, Blaise Compaoré e o próprio Sankara.

### Cargos governamentais
Ao longo da primeira metade da década de 1980, o Alto Volta foi abalado por uma série de greves  e golpes de estado. Por seus méritos militares e seu estilo de liderança carismático, Sankara era respeitado pelo povo mas frequentemente esteve em manifesto desacordo com as lideranças dos sucessivos governos militares, o que o levou à prisão em várias ocasiões. Em 1980, já promovido a capitão e transferido para a capital, Uagadugu, participou do golpe militar que levou o coronel Saye Zerbo ao poder. Nomeado Secretário de Estado da Informação, Sankara recusou o apartamento destinado aos altos funcionários, preferindo continuar morando numa favela de Uadadugu. O novo regime, que a princípio gozava de certa popularidade, rapidamente mostra seu caráter repressivo. Nos meses seguintes muitos dirigentes sindicais passaram à clandestinidade. Sankara vai à televisão, rompe publicamente com o presidente, acusando-o de corrupção, pede demissão do cargo que ocupava no governo e lança o vaticínio: "Ai daqueles que amordaçam o povo!" ("Malheur à ceux qui bâillonnent le peuple").
Pouco tempo depois, em 1982, participa de um golpe que depõe Zerbo e coloca no poder o major Jean-Baptiste Ouédraogo. Na época, Sankara recusa a promoção a general, afirmando que, no seu país, o generalato era sinônimo de preguiça e corrupção. Em janeiro de 1983, é nomeado primeiro-ministro do recém-formado Conselho para a Salvação do Povo (CSP). O cargo lhe deu abertura para lidar com questões de política internacional e a oportunidade de se reunir com líderes do movimento dos países não alinhados, incluindo o cubano Fidel Castro, o moçambicano Samora Machel e o granadino Maurice Bishop. Durante reuniões públicas, Sankara passou a denunciar os “inimigos do povo” e o  imperialismo, o que acabou por suscitar divisões internas entre os militares que desejavam a continuidade institucional e os oficiais revolucionários que apoiavam o jovem capitão. As posições abertamente anti-imperialistas de Sankara, juntamente com sua popularidade, acabaram por colocá-lo em crescente antagonismo com os integrantes mais conservadores do CSP, inclusive o próprio presidente Ouédraogo. Em 17 de maio de 1983, enquanto Guy Pennem, conselheiro de Negócios Africanos de François Mitterrand, aterrissava em Uagadugu, Sankara foi destituído do cargo de primeiro-ministro e teve sua prisão decretada.
Por ser um militar muito popular no Alto Volta, sua prisão provocou protestos massivos de estudantes, trabalhadores e militares.  As organizações clandestinas de esquerda, o PAI e a União das Lutas Comunistas Reconstruída (ULC-R), manifestaram-se,  exigindo a libertação de Sankara. Em resposta às manifestações populares, o major Ouédraogo permitiu que Sankara passasse a ficar em prisão domiciliar.
Quando o capitão Compaoré e os comandos militares de Pô hegaram à capital, em 4 de agosto de 1983, libertam Sankara e depuseram o presidente Jean-Baptiste Ouédraogo.

### Presidência
Com o fim do regime Ouédraogo em 4 de agosto de 1983, formou-se o Conselho Nacional da Revolução, que teve Sankara como seu presidente. Uma de suas primeiras medidas foi estabelecer uma nova divisão político-administrativa em 30 províncias, sob altos comissários, e 250 departamentos, sob prefeitos, com governo local dividido entre distritos e vilas. Também foram implementados os chamados Comitês de Defesa da Revolução (CDR, inspirados no modelo cubano), comitês populares que assumiram responsabilidades numerosas como a formação política, o saneamento dos bairros, a  segurança pública, o desenvolvimento da produção e do consumo de produtos locais, a participação no controle orçamental nos ministérios, entre outros. Sankara determinou a venda da frota de veículos oficiais Mercedes Benz, incluindo o automóvel presidencial, e a substituiu por modelos Renault 5, então o carro mais barato vendido no país. A tarefa era imensa, já que o Alto Volta estava entre os países mais pobres do mundo, com uma taxa de mortalidade infantil estimada em 180 para 1 mil, esperança de vida de 40 anos, taxa de analfabetismo de até 98%, taxa de escolarização de 16%. Sankara propôs que cada habitante tivesse no mínimo duas refeições e dez litros de água ao dia. Tido inicialmente pelas potências ocidentais como pró-Líbia e adepto de soluções revolucionárias radicais, Sankara adotou uma postura considerada moderada no primeiro ano de governo. Sua primeira preocupação foi em fortalecer laços com Jerry Rawlings, de Gana, e depois neutralizar a oposição do octogenário Félix Houphouët-Boigny, que governava a Costa do Marfim, e praticamente controlava todo o comércio exterior do Alto Volta, um país sem acesso ao mar. Embora conduzisse um governo de esquerda, fugiu aos alinhamentos com a União Soviética ou a China, bem como rejeitou uma aproximação do regime nacionalista de Muammar al-Gaddafi.
Em abril de 1984, o capitão determinou uma distribuição de terras para a construção de habitação popular. No mês seguinte, ele foi vítima de uma fracassada conspiração militar apoiada por Costa do Marfim, Togo, França e Estados Unidos. Os conspiradores foram parar em um pelotão de fuzilamento em 12 de junho. Durante as comemorações do primeiro aniversário da revolução, Sankara instituiu um novo nome para o país - Burquina Fasso, junção das palavras more "Burquina" ("homens dignos", "homens íntegros", "homens honestos") e diúla Fasso ("terra natal") -, uma nova bandeira e um novo hino nacionais e uma nova lei de reforma agrária, que nacionalizava todas as terras e riquezas naturais. Ainda naquele ano, Sankara lançou o Programa de Desenvolvimento Popular (PDP), adotado depois de um processo participativo e democrático que incluiu as aldeias mais remotas e que resultou, em 14 meses, na construção de 250 reservatórios e na perfuração de 3 000 poços artesianos, além de outras realizações nas áreas de saúde, habitação, educação e produção agrícola, e autorizou uma campanha de vacinação de 15 dias, que resultou na imunização de mais de 2,5 milhões de crianças contra a meningite, a febre amarela e o sarampo. Ele ainda aboliu impostos de longo prazo na zona rural, anunciou a gratuidade por doze meses de todos os alugueis residenciais e o início de um programa massivo de construção de habitação financiada com recursos públicos - medidas estas interpretadas pela elite econômica do país como uma afronta, já que o ramo imobiliário (terras, moradias e propriedades de aluguel, etc) era, desde os tempos da dominação francesa, uma das principais fontes de renda de um grupo minoritário de políticos e aliados que compartilhavam as melhores terras das grandes cidades e tinham construído casas e edifícios que lhes trouxeram numerosos recursos - e estimulou a incipiente indústria têxtil do país, os funcionários públicos eram obrigados a usar roupas feitas localmente durante o horário de expediente para aumentar a demanda. Para viabilizar todos esses projetos, o capitão, que recusava submeter o país a empréstimos junto a organismos como Fundo Monetário Internacional e Banco Mundial, decretou a composição de um fundo público feito a partir da contribuição anual de um salário inteiro de militares e funcionários públicos de alto escalão mais metade de uma salário de outros servidores. Dentro de sua luta anti-imperialista, pronunciou em 4 de outubro de 1984  um discurso frente ao parlamento da ONU onde defendeu, entre outras coisas, o direito dos povos ao alimento, à água e à educação.
Em 1985, diversos grandes sindicados atacavam políticas socioeconômicas do Conselho Nacional da Revolução, que retaliou com a suspensão dos empregos de vários líderes sindicais. Além desses, outros dois setores demonstravam certa insatisfação com Sankara: as elites rurais, descontentes com a pretensão de Sankara de modernizar a arcaica estrutura agrícola do país controlada por segmentos praticamente feudais, e parcela significativa do funcionalismo público, tanto pelo combate do capitão à pesada burocracia estatal que, em sua maior parte, ainda funciona segundo os moldes implantados pelo colonialismo francês, como pelo drástico arrocho salarial que compunha os planos de austeridade para reduzir o endividamento externo, calculado em US$ 350 milhões. Sankara engajou-se em campanhas para o plantio de 10 milhões de árvores para combater a desertificação no Sahel e a "Batalha pela estrada de ferro", onde convidava voluntários a trabalhar na colocação de trilhos sobre o leito da estrada entre Uagadugu e Kaya. Para fortalecer a mulher na sociedade voltense, o capitão tomou uma série de medidas em seu governo, como a proibição da mutilação genital feminina, dos casamentos forçados e a poligamia, além de fomentar a nomeação de mulheres para os altos cargos governamentais. No plano internacional, Sankara sofreu uma tentativa de assassinato, quando um explosivo destruiu o quarto de hotel no qual o capitão ficaria hospedado em Iamussucro, onde participaria da reunião anual de estados do Conselho da Entente (formado por Costa do Marfim, Togo, Benin, Níger e Burquina Fasso). Para piorar, houve uma nova escalada militar na disputa territorial com o vizinho Mali no final daquele ano, que serviu de pretexto para os governos vizinhos rivais aumentar as dificuldades com as quais se defrontava o regime de cunho nacionalista e socialista de Sankara.
Ao longo de 1986, Sankara determinou a execução de uma campanha nacional de alfabetização em nove línguas nativas que envolveu 35 mil instrutores, aboliu todas as restrições que existiam para contraceptivos, tornando Burquina Fasso a primeira nação africana a reconhecer a epidemia de Aids como uma ameaça ao continente, e anunciou um plano quinquenal para a auto-suficiência econômica do país. Mantendo sua postura pan-africana, o capitão constrangeu o presidente François Mitterrand, em visita oficial a Burquina Fasso, pelo apoio da França ao apartheid da África do Sul. Sankara acusou o líder francês de cumplicidade com o regime racista, ao permitir que o então presidente sul-africano Pieter Botha visitasse e fosse recebido pela França.
Com o renovar da oposição ao regime em 1987, a figura carismática de Sankara sofria certo desgaste, em especial por diversos setores sindicais, descontentes com as perseguições de suas lideranças, e pela elite econômica, que controlava a maior parte da terra arável e imobiliário naquele momento e jamais concordaram com a reforma agrária que culminou com a melhoria da produção agrícola e tornou o país praticamente auto-suficiente em alimentos básicos. O regime sofria com os excessos e falhas do Comitês de Defesa da Revolução, ainda que o próprio Sankara fosse o primeiro a denunciar os diversos abusos dos CDR.

### Assassinato
Com o apoio dos governos marfinense, francês e liberiano, uma conspiração golpista foi tramada e liderada pelo seu ex-colaborador Blaise Compaoré, em 1987. A deterioração das relações com os países vizinhos foi uma das razões apresentadas por Compaoré ao afirmar que Sankara tinha posto em perigo as relações externas com a antiga potência colonial francesa e a vizinha Costa do Marfim. Prince Johnson, um antigo senhor da guerra liberiano aliado a Charles Taylor e assassino do presidente liberiano Samuel Doe, cujas últimas horas de vida foram filmadas, disse à Comissão da Verdade e Reconciliação da Libéria que o golpe foi planeado por Charles Taylor.
Em 15 de outubro de 1987 Sankara e mais 12 pessoas — incluindo alguns dos seus colaboradores, mas também militares e policiais, um motorista e um estafeta — foram assassinadas por um grupo armado que invadiu as instalações do Conseil de l'Entente do Burquina Fasso, onde também se funcionavam os escritórios do Conselho Nacional da Revolução.
Os golpistas alegaram ter colocado "fim ao regime autocrático de Thomas Sankara", o qual teria desviado o rumo da revolução de 1983, conduzindo o país a um processo de restauração neocolonial. Após o golpe e embora se soubesse que Sankara estava morto, alguns CDRs (Comités de Défense de la Révolution) montaram uma resistência armada ao exército durante vários dias. Confrontos entre os golpistas e tropas leais aos ideais de Sankara resultaram na morte de aproximadamente 100 pessoas.

## Legado
Ícone de muitos africanos na década de 1980, Thomas Sankara permanece como uma espécie de herói africano mesmo após sua morte, algumas vezes comparado a figura de Che Guevara. É tido como um dos grandes lideranças africanas do século XX, ao lado de outros figuras como Kwame Nkrumah, Patrice Lumuba, Samora Machel, Eduardo Mondlane, Amílcar Cabral, Steve Biko e Nelson Mandela. Ao longo de sua carreira política, transformou-se em um dos principais porta-vozes do pan-africanismo e dos países do terceiro mundo, em especial por suas duras críticas a ordem internacional, as injustiças da globalização e do sistema financeiro internacional, o círculo vicioso da dívida dos países pobres e as imposições do Fundo Monetário Internacional e do Banco Mundial.
Sankara é também lembrado por diversos compromissos e projetos sociais: a luta contra a fome, a promoção da uma política de auto-suficiência e reforma agrária, a priorização da educação e da saúde, o empenho pela inclusão das mulheres na sociedade burquinense e o suporte ao meio ambiente.
Também combateu a corrupção, até mesmo dentro do seu círculo íntimo ao não tolerar que seus colegas de exército desviasse fundos públicos e levassem um estilo de vida extravagante. Mesmo na condição de presidente da república, o capitão tinha um modo de vida bastante simples. No momento de sua morte, Sankara vivia em uma casa modesta, a qual ainda estava pagando a hipoteca, possuía US$ 350 em sua conta bancária e algumas bicicletas.